# Pestivirusna NS3 poliproteinska peptidaza
Pestivirusna NS3 poliproteinska peptidaza (EC 3.4.21.113, endopeptidaza virusa NS3 granične bolesti, BDV NS3 endopeptidaza, endopeptidaza virusa NS3 goveđe virusne dijareje, BVDV NS3 endopeptidaza, endopeptidaza virusa NS3 klasične svinjske groznice, CSFV NS3 endopeptidaza, p80) je enzim. Ovaj enzim katalizuje sledeću hemijsku reakciju
Leu je konzerviran u poziciji P1 za sva četiri mesta presecanja. Alanin je nađen u poziciji P1' mesta razlaganja: NS4A-NS4B, dok je serin u poziciji P1' u mestima NS3-NS4A, NS4B-NS5A i NS5A-NS5B
Poliprotein necitopatogenug pestivirusa se preseca ko- i posttranslaciono u najmanje 11 proteina (Npro, C, Erns, E1, E2, p7, NS2-3, NS4A, NS4B, NS5A, i NS5B).

## Literatura
- Nicholas C. Price; Lewis Stevens (1999). Fundamentals of Enzymology: The Cell and Molecular Biology of Catalytic Proteins (Third изд.). USA: Oxford University Press. ISBN 019850229X.
- Eric J. Toone (2006). Advances in Enzymology and Related Areas of Molecular Biology, Protein Evolution (Volume 75 изд.). Wiley-Interscience. ISBN 0471205036.
- Branden C; Tooze J. Introduction to Protein Structure. New York, NY: Garland Publishing. ISBN 0-8153-2305-0.
- Irwin H. Segel. Enzyme Kinetics: Behavior and Analysis of Rapid Equilibrium and Steady-State Enzyme Systems (Book 44 изд.). Wiley Classics Library. ISBN 0471303097.

## Spoljašnje veze
- Pestivirus+NS3+polyprotein+peptidase на 